# Anna Organiściak-Krzykowska
Anna Organiściak-Krzykowska (ur. 20 lutego 1953 w Seligach) – polska ekonomistka, profesor nadzwyczajny, kierownik Katedry Polityki Społecznej i Ubezpieczeń Uniwersytetu Warmińsko-Mazurskiego w Olsztynie.

## Życiorys
Ukończyła studia na Wydziale Ekonomiczno-Socjologicznym Uniwersytetu Łódzkiego. Doktoryzowała się z ekonomii w Szkole Głównej Handlowej w Warszawie (praca zatytułowana Polityka społeczna państwa wobec rodziny w Polsce). Habilitowała się w zakresie nauk ekonomicznych na tej samej uczelni (tytuł pracy habilitacyjnej Regionalne uwarunkowania bezrobocia).
Jej zainteresowania naukowe skupiają się na problemach światowego, europejskiego i polskiego rynku pracy, w tym. m.in. na kwestii zatrudnienia, bezrobocia, efektywności programów rynku pracy oraz zagadnieniach migracyjnych i marginalizacji społecznej. Prowadzi wykłady m.in. z: polityki społecznej, międzynarodowego i europejskiego rynku pracy oraz demografii społecznej. W latach 2011–2013 kierowała grantami przyznanymi przez Narodowe Centrum Nauki.
Z ramienia Komitetu Nauk o Pracy i Polityce Społecznej Polskiej Akademii Nauk jest członkiem Wojewódzkiej Rady Zatrudnienia, będąc od 2008 do 2012 jej wiceprzewodniczącą. Od 2008 jest redaktorem naczelnym czasopisma "Olsztyn Economic Journal". W 2012 powołana została na członka Komitetu Nauk o Pracy i Polityki Społecznej PAN.
W 2019 wyróżniona została Medalem im. Wacława Szuberta.

## Prace
Jest autorką około 100 oryginalnych prac naukowych. Niektóre z nich to:
- Return Migration of Higher Educated People in Times of Economic Crisis,  2014, współautorka,
- Powroty z migracji wobec sytuacji na rynku pracy w Polsce, 2013, współautorka,
- Popyt na pracę cudzoziemców, 2013, współautorka,
- Rola bezpośrednich inwestycji zagranicznych w kształtowaniu sytuacji na regionalnym rynku pracy, 2012,
- Problem of the Polish labour market against the backgrounds of the EU countries after 2004, 2011,
- Migration of Polish People in the European Union, 2011,
- Efektywność programów rynku pracy w wymiarze regionalnym, Konkurencyjność i innowacyjność gospodarki a bezrobocie, 2011,
- Potrzeby zwiększania aktywności zawodowej osób w wieku 45+, 2011, współautorka,
- Regionalne uwarunkowania bezrobocia, 2005[2].